# Gruppo Formazioni "A"
(Giuramento dei volontari arabi.)
Il Gruppo Formazioni "A" era un reparto straniero del Regio Esercito, creato nel 1942 e inquadrato nel Raggruppamento Centri Militari.

## Storia

### Le premesse
L'idea di formare reparti arabi in funzione anti-britannica, delineata dal Servizio Informazioni Militare (SIM) e dal Comando Supremo dell'Esercito nel novembre del 1941, doveva la sua paternità a un'informativa del generale Fedele De Giorgis del giugno 1941. L'impulso decisivo però venne da due eventi. In primo luogo, la guerra anglo-irachena del maggio 1941, nonostante l'esito, dimostrò la possibilità, foraggiando il nazionalismo arabo, di colpire gli inglesi in un'area vitale per l'approvvigionamento energetico. Il secondo evento fu l'arrivo a Roma, il 10 ottobre dello stesso anno, del Gran Mufti di Gerusalemme Amin al-Husseini, padre del nazionalismo arabo e capo dell'organizzazione "Nazione Araba" votata all'ottenimento dell'indipendenza di Siria, Iraq, Palestina e Transgiordania. Il Gran Mufti, insieme all'ex primo ministro iracheno Rashid Ali al-Kaylani, si adoperò presso i governi italiano e tedesco per la creazione di una legione araba che arruolasse profughi iracheni, siriani e palestinesi, operai arabi al servizio degli inglesi fatti prigionieri dalle forze dell'Asse, magrebini dei possedimenti francesi, marocchini spagnoli del Rif.

### Il Centro Militare "A"
Mentre i tedeschi procedevano alla costituzione del Sonderstab F, il governo italiano temporeggiava, preoccupato per l'impatto politico che una formazione del genere poteva avere sulle popolazioni locali della Libia italiana, il teatro d'impiego previsto. L'intercessione diretta del Gran Mufti presso Mussolini stesso e le favorevoli condizioni createsi nel febbraio 1942 per le forze dell'Asse nel teatro dell'Africa Settentrionale, spinsero il generale Ugo Cavallero, capo di stato maggiore dell'esercito, di concerto con il ministro degli affari esteri Costanzo Ciano, a istituire il 1º maggio 1942 il Centro Militare Arabo o Centro Militare "A", con data di mobilitazione fissata per il 10 maggio successivo.
Il XVII Corpo d'Armata fu incaricato di formare il reparto presso il deposito del 1º Reggimento "Granatieri di Sardegna" a Roma, il cui comando fu affidato al tenente colonnello Massimo Invrea. Il reparto, accasermato presso la Villa Tellus, alla Giustiniana, sulla Via Cassia, appositamente requisita, iniziò il primo ciclo di addestramento all'uso delle armi individuali e di reparto sotto la supervisione di tre ufficiali, un sergente e 17 graduati e soldati italiani, tra i quali tre parlanti l'arabo. Visto il limitato numero di studenti e cittadini arabi presenti in Italia, per alimentare il nuovo reparto si decise di ricorrere ai prigionieri di guerra arabi, raccolti nei vari campi di prigionia italiani (soprattutto da quello di Avezzano) e ottenuti dalla Germania, nonostante l'iniziale rivalità nell'accaparrarsi arruolandi per lo stesso tipo di unità straniere.
A giugno del 1942, terminato l'addestramento del primo gruppo di volontari del Centro Militare "A", il Comando supremo decise di sviluppare un'organizzazione più complessa, basata su Centri Militari inizialmente delle dimensioni di una compagnia di fanteria, omogenei per nazionalità, da impiegare per compiti informativi e per operazioni speciali. Il 2 luglio 1942 nasceva così il Raggruppamento centri militari, agli ordini di Invrea, con in organico appunto il Centro Militare "A" (organico previsto 300 uomini), il Centro Militare "T" costituito da italiani residenti in Tunisia (organico previsto 2-300 uomini) e di stanza presso la caserma del 1º "Granatieri", e il Centro Militare "I" (organico previsto 200 uomini) formato da personale indiano, nel campo di Villa sulla Marina, sulla via Casilina. Il 18 agosto 1942, giorno della visita del Gran Muftì, il Centro Militare "A" aveva un organico di 121 elementi, dei quali 53 volontari arabi e 68 nazionali, inquadrati da 9 ufficiali e 8 sottufficiali; il 15 luglio gli arabi erano saliti a 68.
Il 5 settembre 1942 viene formato il Reparto Missioni Speciali, destinato a costituire la scorta personale del Gran Muftì in vista della sua missione in Libia. Il Centro "A" viene quindi riorganizzato sui reparti:
- I Reparto "Wahda": su cinque plotoni, formato da arabi, al comando del maggiore Aldo Paradisi, con 12 ufficiali, 12 sottufficiali e 155 soldati (dei quali 73 arabi);
- Reparto Guide-Esploratori: su tre plotoni, formato da nazionali;
- Reparto Missioni Speciali (MS), al comando del capitano Alessandro Tellini, destinato alla protezione del Gran Muftì nella pianificata (ma mai realizzata) missione in Nordafrica, con in forza 4 ufficiali, 6 sottufficiali e 62 soldati (52 elementi arabi)[13].

Trasferito a Tivoli per il campo dall'11 al 12 ottobre, il Centro "A" si sottopose a intenso addestramento e a dimostrazioni tattiche per le autorità in visita e l'11 ottobre, giorno della festività islamica del Id al-fitr, ebbe ricevette solennemente la bandiera di guerra. Oltre al generale Cesare Amè del Comando supremo, del rappresentante del Ministero degli esteri Rossi Donghi e dell'addetto dello stato maggiore della Wehrmacht colonnello Hoelferich, la cerimonia si svolse in presenza delle autorità civili e militari del luogo, delle rappresentanze locali del PNF e di tutta la popolazione musulmana di Roma, appositamente riunita a Tivoli per la loro festività. Il Centro "A" ricevette la bandiera di guerra offerta dal Gran Muftì, davanti al quale gli uomini dell'unità prestarono giuramento con una speciale formula con la mano sul Vangelo o sul Corano, secondo la propria fede.

### Il Gruppo Formazioni "A" e il Raggruppamento "Frecce Rosse"

Pattuglia del Gruppo Formazioni "A" su camionetta desertica AS43

Il 23 ottobre 1942 il raggruppamento fu ridenominato Raggruppamento "Frecce Rosse", mentre il Centro Militare "A" divenne Gruppo Formazioni "A". L'organico dell'unità salì a 176 militari. Dopo la trasformazione il gruppo rimase al comando del maggiore Donato fino al 1º novembre, quando fu sostituito dal parigrado Pasquale Ricciardi. Alla fine dell'anno il reparto raggiunge la sua massima espansione organica, allineando 52 ufficiali, 64 sottufficiali e 423 soldati nazionali e 110 volontari arabi.

#### Impiego operativo
Agli inizi di novembre il Comando del Raggruppamento "Frecce Rosse" venne inviato d'urgenza in Tunisia; con questo partì anche un plotone del Reparto Guide-Esploratori, al comando del sottotenente Fabro. Equipaggiato con le moderne camionette "sahariane" AS42, il plotone venne inquadrato nel Raggruppamento Sahariano "Mannerini" e fu proficuamente impiegato nel pattugliamento a lungo raggio nel deserto e nel contrasto alle scorrerie del Long Range Desert Group inglese. Con il precipitare della situazione sul fronte tunisino, il 2 gennaio 1943 il Comando Supremo impartì l'ordine di partenza dei centri militari per quel teatro, dove sarebbero stati impiegati come normali forze di terra. I 440 uomini del Gruppo Formazioni "A", insieme a 250 del Battaglione d'Assalto "T", furono assegnati alla 1ª Divisione fanteria "Superga". Il Gruppo "A" giunse al fronte il 25 gennaio nella zona di Chakeur. Il 28 ebbe il battesimo del fuoco, scontrandosi con la 1ª Divisione americana; l'unità soffrì pesanti perdite, con 22 caduti, 43 feriti e 36 dispersi, e fu costretta a ripiegare su Djebel Halfa. Il 3 febbraio furono aggregati 200 volontari della comunità italiana di Tunisia. L'unità seguì le sorti delle forze italiane fino al giorno della resa in terra d'Africa, l'11 maggio, lasciando sul terreno in totale 65 morti, 161 feriti e 76 dispersi.

### Il Battaglione d'Assalto Motorizzato
Raggiunto il deposito del reparto nel Lazio, i superstiti furono riorganizzati in una Compagnia Camionette (al comando del tenente Cordone) e in una Compagnia Complementi (del tenente Civiletti). L'organico del Raggruppamento "Frecce Rosse" si era notevolmente ridotto a causa delle perdite in operazioni e dello scioglimento del Battaglione "Azad Hindoustan", cosicché l'unica compagnia tunisina superstite venne aggregata al gruppo arabo, che il 15 agosto 1943 fu trasformato in Battaglione d'Assalto Motorizzato. Il battaglione fu dotato di 24 camionette AS42 "Metropolitane" e di 16 AS43, oltre che di autocarri e automobili varie. Il nuovo Battaglione era strutturato su :
- Compagnia Camionette;
- 1ª Compagnia d'Assalto (italo-araba);
- 2ª Compagnia d'Assalto (italo-tunisina);
- Compagnia Complementi.

Il battaglione fu dislocato a Monterotondo, presso il "Centro Marte", ovvero la sede di guerra dello Stato Maggiore, con l'eccezione della Compagnia Complementi, di stanza nell'area addestrativa di Centocelle. Assegnato a compiti di presidio del territorio della capitale, nei giorni seguenti all'arresto di Mussolini la Compagnia Camionette fu impegnata in compiti di ordine pubblico intorno al carcere di Regina Coeli.

#### La difesa di Roma e lo sbandamento

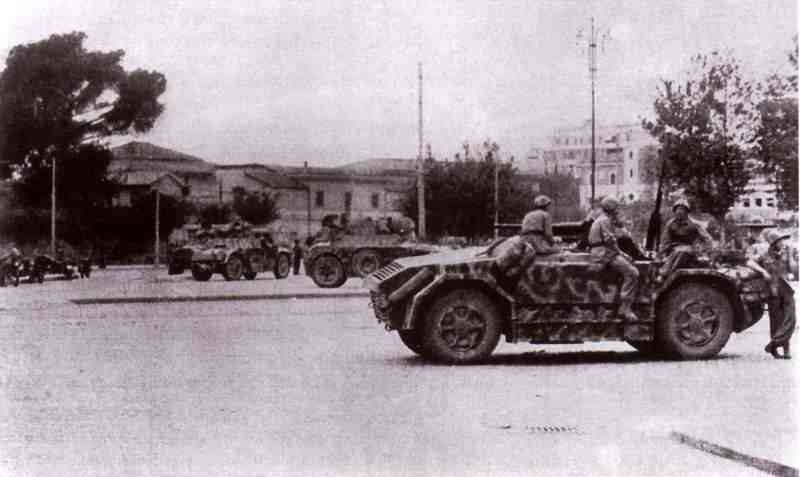
Uomini del Battaglione d'Assalto Motorizzato con la loro AS42 "Metropolitana" prima degli scontri di Porta San Paolo

L'8 settembre, alla proclamazione dell'armistizio di Cassibile, il Battaglione era mobilitato e dislocato nei punti nevralgici della capitale. La Compagnia Camionette era schierata in via XX Settembre, a difesa del Ministero della Guerra, mentre la 1ª Compagnia d'Assalto era disseminata in vari punti strategici, tra i quali la sede dell'EIAR. La Compagnia Complementi teneva, insieme ai Granatieri di Sardegna, il caposaldo delle Due Torri sulla via Casilina. Nel caos che aveva travolto le forze armate italiane, il comandante Paradisi si mise a disposizione del generale Gioacchino Solinas, comandante della 21ª Divisione fanteria "Granatieri di Sardegna", che inserì le compagnie nel dispositivo approntato per la disperata difesa della capitale. In particolare la Compagnia Camionette partecipò alla battaglia di Porta San Paolo del 9 settembre, subendo gravi perdite, tra le quali lo stesso comandante di compagnia. Lo stesso giorno la 2ª Compagnia d'Assalto, rimasta di presidio a Monterotondo insieme ad altri reparti dell'esercito e dei carabinieri, impedì la cattura dello Stato Maggiore, tenendo sotto scacco un reparto di 800 paracadutisti tedeschi.
In seguito alla resa del 10 settembre, le compagnie si sbandarono. Buona parte del personale confluì nelle forze della Repubblica Sociale Italiana, ma parte rimase anche nell'esercito italiano al Sud. Alcuni elementi, per la loro conoscenza delle lingue, furono cooptati dal Security Service britannico e dall'Abwehr tedesco. Un militare del battaglione fu tra le vittime dell'eccidio delle Fosse Ardeatine.

## Uniforme
L'uniforme del personale dei tre Centri Militari era costituita dalla "sahariana" coloniale d'ordinanza italiana, camicia e pantaloni da paracadutista, tutto in tela (la versione estiva) o panno (l'invernale) color cachi. Per quanto riguarda il Centro "A", il personale nazionale indossava la Bustina Coloniale Mod. 42, con visiera e coprinuca, mentre gli arabi e i musulmani, non potendo per precetto religioso coprire la fronte con la visiera, ebbero la Bustina Mod. 35. Sul copricapo, gli ufficiali usavano il fregio dell'arma di origine, la truppa italiana il fregio dei granatieri in rayon nero e la truppa araba uno scudetto che riproduceva la bandiera nazionalista araba, rossa, bianca, nera e verde. La mostrina del reparto era rettangolare, con tre bande orizzontali nera, verde e bianca e un trapezio rosso sul lato corto inferiore (praticamente una piccola bandiera nazionalista araba). Tutti i militari cittadini italiani caricavano tali mostrine con le stellette. I carabinieri in servizio presso il reparto utilizzavano anch'essi la Bustina Mod. 42 ma con il proprio fregio e i propri alamari; si distinguevano invece per il fregio omerale con i colori panarabi. I distintivi di grado erano quelli del Regio Esercito e gli ufficiali in particolare utilizzavano le controspalline coloniali, nere bordate di rosso.
Con la trasformazione in Raggruppamento "Frecce Rosse", l'uniforme rimase pressoché invariata. Fu adottato un nuovo fregio rosso costituito da un cerchio e un serto di alloro racchiudenti un fascio di tre frecce, a rappresentare i tre reparti. Questo nuovo fregio era indossato sia dal personale arabo sia dalla truppa italiana sulla bustina e sull'elmetto, mentre gli ufficiali e i carabinieri continuavano a portarlo sul braccio.

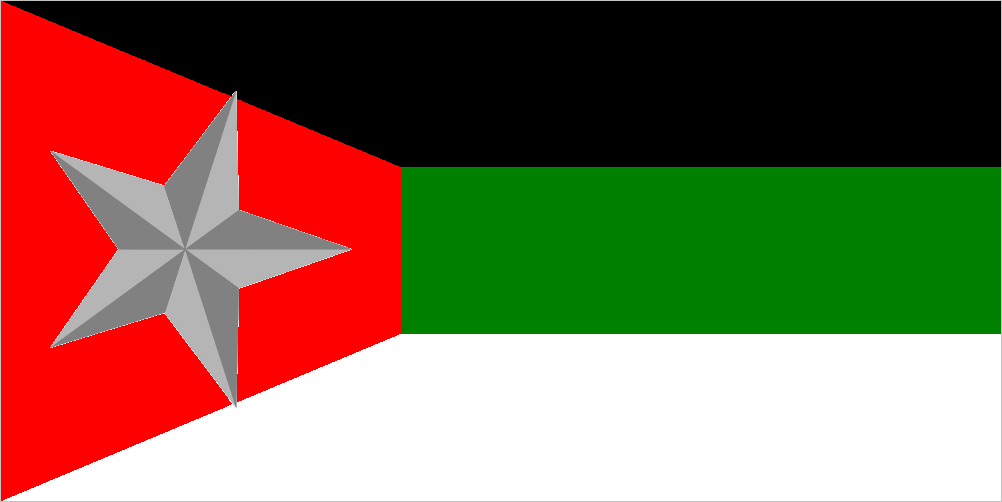
Mostrina del Centro A (per nazionali)
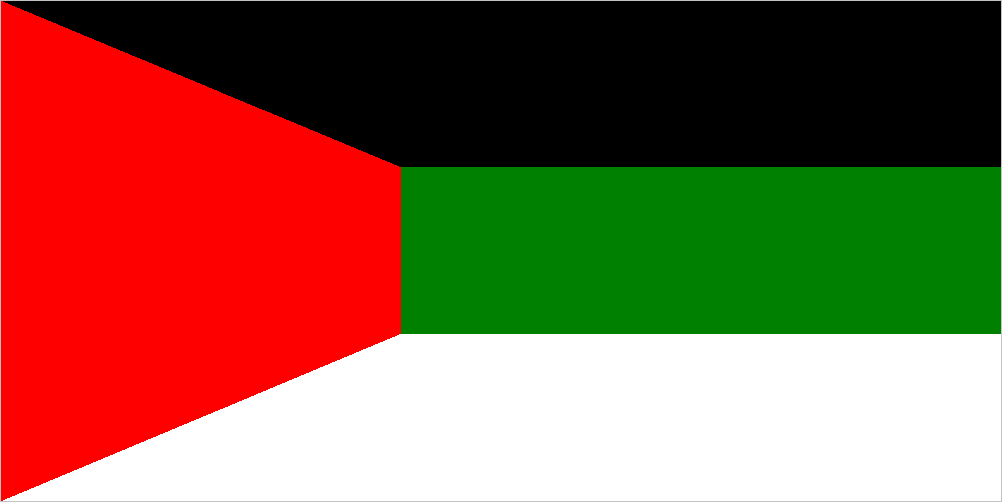
Mostrina del Centro A (per non nazionali)

## Equipaggiamento
I reparti del Raggruppamento erano equipaggiati con armi e buffetterie d'ordinanza del Regio Esercito. A differenza della fanteria ordinaria, erano dotati di armi automatiche in luogo del normale fucile Carcano Mod. 91. L'armamento individuale e di reparto comprendeva:
- mitra Beretta MAB 38: calibro 9 mm;
- baionetta-pugnale Mod. 38;
- tromboncino lanciabombe Mod. 43[33]: da 30 mm, copia del tedesco GwGrGer M43 (Gewehrgranatgerät M43);
- fucile mitragliatore Breda Mod. 30: calibro 6,5 mm;
- pistola semiautomatica Beretta M34: calibro 9 mm;
- elmetto M33.

## Comandanti
- Ten. Col. Massimo Invrea
- Magg. Ugo Donato
- Magg. Pasquale Ricciardi